# Callopistria batanga
Callopistria batanga är en fjärilsart som beskrevs av Max Wilhelm Karl Draudt 1950. Callopistria batanga ingår i släktet Callopistria och familjen nattflyn. Inga underarter finns listade i Catalogue of Life.